# 乙畑城
乙畑城（おつはたじょう）は、栃木県矢板市大字乙畑にあった日本の城（山城）。平安末期築城、天正18年(1590年)8月30日廃城。乙幡城、小幡城などとも言う。

## 歴代城主
| 城主         | 生没年                                              | 備考                                                       |
| ------------ | --------------------------------------------------- | ---------------------------------------------------------- |
| 乙畑六郎兼房 | 平安末期生～鎌倉初頭没(推定)                        |                                                            |
| 小幡浄賢?    | 15世紀前期頃に活躍                                  | 城主であるかは不明                                         |
| 塩谷惟純     | 生年不詳～永正元年(1504年)6月24日没                 | 喜連川塩谷氏                                               |
| 塩谷正朝     | 生年不詳～大永元年(1521年)3月22日没                 | 喜連川塩谷氏                                               |
| 塩谷朝宗     | 生年不詳～天文9年(1540年)12月6日没                  | 喜連川塩谷氏 大永2年(1522年)まで                           |
| 塩谷惟朝     | 生年不詳～永禄6年(1563年)4月7日没                   | 喜連川塩谷氏 大永2年(1522年)から大永3年(1523年)11月7日まで |
| 乙畑孫四郎   | 生年不詳～永禄2年(1559年)10月没                     | 川崎塩谷氏の塩谷義尾か?                                    |
| 結城晴朝     | 天文3年(1534年)8月11日生～慶長19年(1614年)7月20日没 | 永禄2年10月のみ                                            |
| 小幡義勝     | 生没年不詳                                          | 塩谷義尾次男(嫡子)                                         |
| 小幡高升     | 生没年不詳                                          | 塩谷義尾三男                                               |
| 岡本清五郎   | 生没年不詳                                          | 時期は不詳                                                 |
| 岡本摂津守   | 生没年不詳                                          | 時期は不詳                                                 |

## 概要
現在、遺構の残る山城の乙畑城は、明応文亀の頃(1501年)に喜連川塩谷氏によって築かれたものだが、それ以前に、堀江氏(源姓塩谷氏)の重臣乙畑六郎兼房により築かれた乙畑城があり、現在は、乙畑城の馬場跡として伝わる乙畑小学校周辺の場所に、館城としてそれがあったものと思われる。その子孫は小幡氏を名乗り、山城の乙畑城の中にある熊野神社にある円形銅板の懸仏には、「応永二十五年(1418年)九月十日 小幡浄賢」の銘があるが、この小幡浄賢は、その子孫の一族であろうが、小幡氏の当主であったかは不明である。
喜連川塩谷氏によって築かれた現在遺構の残る山城である乙畑城は、喜連川塩谷氏の居城喜連川城の出城として築かれたが、要衝の地として重視され、大永2年(1522年)には、塩谷惟朝が立て篭もり、4月15日の戦などを始めとして、宇都宮氏、川崎塩谷氏、大宮氏、君島氏と戦っている。この戦いは翌年まで続き、大永3年(1523年)11月7日、喜連川塩谷氏が、これらの一族と和睦して城を明け渡し、以降、乙畑城は、川崎塩谷氏の出城となる。この時、もしくはこの頃、塩谷孝綱の次男義尾が小幡氏に養子に入り乙畑城主となっており、乙畑城記に記される乙畑孫四郎は、この義尾であると考えられているが定かではない。
その乙畑孫四郎は、永禄2年(1559年)に乙畑信濃守とともに乙畑城を包囲した結城晴朝と乙畑城の総大将として戦い、住民も含めて3000人もの人々を乙畑城や周辺の山々に篭城させて戦ったものの、壮絶な討死を遂げている。乙畑城記は次のように記す。
「高橋かもん(孫四郎の足を)ひさ口より切て落としたり。孫四郎片足にて暫く戦しかいたてなれハ彼所かっぱと臥たり、かもん首を打落し長刀の先に貫大音上げ敵の大将孫四郎高橋かもん打取ったりと呼ばりたり・・・」

(結城方の武将高橋かもんは、孫四郎の膝より下を切り落とし、片足で戦っていた孫四郎の首を討ち取って、首を自分の長刀(なぎなた)の先に貫き刺して、大将首を取ったと声をあげた)
この時、乙畑城は落城するが、その後結城勢は撤退し、再び乙畑城は川崎塩谷氏の支城となるが、義尾の次男小幡右近大夫義勝の時代を経て、小幡孫七(豊後豫)高升の時代の天正13年(1585年)7月13日、那須勢約1200騎に城が攻められると、高升は、嫡男太郎行安を人質に差し出して降伏。城を那須方に明け渡し、同年10月20日、城は、再び喜連川塩谷氏の出城となる。
また、天文14年（1545年）7月7日付けの宇都宮尚綱の小宅高尚と関沢弥五郎宛の2通の感状が、乙畑城の軍功を讃えるものであることから、この頃にも乙畑城に戦があったものと考えられている。さらに、常陸国の佐竹氏の文書である東州雑記には、天正2年（1574年）7月付けの記述で「塩谷兵部（塩谷孝信）ヲツハタ（乙畑）へ打入、其後那須ト塩谷立合ニナル」とあり、北下野各勢力の最前線として、乙畑城は北関東の戦略拠点のひとつとして位置づけられ、度々戦禍にさらされていた事がうかがえる。
しかし、天正18年(1590年)8月30日、小田原征伐に参陣しなかった喜連川塩谷氏が改易されると、乙畑城も廃城となった。

## 乙畑城主小幡氏の出自について
乙畑城主たる小幡氏の出自については諸説あり、一説には平行高の次男小幡次郎重高を祖とすると言われ、一説には八田知家の孫に当たる小幡太郎光重を祖とすると言われる。

## 塩谷義上預ヶ状について
乙畑城の歴史を記す貴重な文献として、「塩谷義上預ヶ状」というものが残っている。塩谷義上とは、『矢板市史』『ふるさと矢板のあゆみ』『喜連川町史』などによれば、塩谷義孝の弟で、喜連川塩谷氏の養子となって跡を継いだ塩谷孝信（惟吉）を指すとされている。その孝信が、川崎塩谷氏の内紛（塩谷孝綱養子・安芸守と小幡城主乙畑弥五郎の対立）に際して小幡城方につき、天正18年（1590年）11月16日に乙畑城の乙幡弥五郎（市史などは小幡義勝に比定）に、援軍・武器を送ると約定した内容とする。一方、塩谷氏の系図では、この書状の日付の時には、すでに孝信は存命ではなく、義勝も乙畑城主でもない。しかも同年の8月30日に喜連川塩谷氏は改易されている。
なお『喜連川町史 第2巻（資料編2）』収録の書状や『喜連川町史 第6巻（通史編1）』には「塩谷義上」が登場するが、孝信の子である惟久（朝隆・朝孝）（安房守）のことである。
しかしながら、それを踏まえた上でも、この書状は乙畑城の第一級資料であることには変わりなく、乙畑城には、当時、しめくるわ、ほそくるわ、いとくるわ、太曲輪、はう曲輪、はし本くるわ、中曲輪、ちゆう曲輪などの曲輪があったことが記されており、城の様子をよく伝えている。なお、現在も乙畑には、字名として堀ノ内、城ノ内、要害、大曲輪などの城跡を示す字名が残っており、城から西に少し離れたところにある乙畑小学校とその裏付近には馬場の字名が残っている。

## 坊山乙畑城説
昭和40～50年頃、乙畑城の西に坊山と呼ばれる台地があるが、ここが乙畑城であるとして、坊山乙畑城説が主流になりかけた事態が発生した。しかしながら、現在の乙畑城跡には、三重の堀切や犬走り、主郭に想定される曲輪などを始めとして、明白な城郭遺構が残るのに対して、坊山は、東西と南側の三方が切岸のようになっていて、台地の上が整地されたような地形になっている事から、城跡の存在を疑いたくなるような場所ではあるものの、城郭遺構そのものが全く存在しない。坊山は、いわゆる城跡類似遺構に過ぎないため、坊山乙畑城説は明らかな誤りである。近くに馬場に使われた広場があり、山を詰城部（主郭）に見立てると広場が居館部（二の郭、三の郭）となり連郭式の城郭に見えなくも無いため、誤解されたのではないかとも考えられているが、坊山には、城の防衛機能上、絶対的に存在しなければならない堀切が全く存在しない。三重の堀切が残る現在の乙畑城とは、全く対照的である。このため、現在においては、坊山乙畑城説は否定されている。

## 参考資料
- 矢板市史編集委員会編 『矢板市史』矢板市、1981年。
- 矢板市教育委員会編 『ふるさと矢板のあゆみ』矢板市、1989年。
- 矢板市郷土文化研究会編 『郷土読本』第2集、矢板市郷土文化研究会、1985年。